# Агнес I фон Брауншвайг-Люнебург
Агнес I фон Брауншвайг-Люнебург-Волфенбютел (на немски: Agnes I. von Braunschweig-Lüneburg-Wolfenbuttel; * ok. 1357; † 21 март 1410) от род Велфи (клон Стар Дом Брауншвайг), е принцеса от Брауншвайг-Люнебург и Волфенбютел и чрез женитба княгиня на Брауншвайг-Грубенхаген-Залцдерхелден (1372 – 1383).

## Произход
Тя е дъщеря на херцог Магнус II фон Брауншвайг-Люнебург-Волфенбютел († 1373) и съпругата му принцеса Катарина фон Анхалт-Бернбург († 1390), дъщеря на княз Бернхард III († 1348) и Агнес фон Саксония-Витенберг († 4 януари 1338).

## Фамилия
Агнес I се омъжва пр. 17 август 1372 г. за херцог и княз Албрехт I фон Брауншвайг-Грубенхаген-Залцдерхелден (* 1339; † между 11 август и 22 септември 1383), най-големият син на херцог Ернст I Стари фон Брауншвайг-Грубенхаген († 1361) и съпругата му Аделхайд фон Еверщайн († 1373). Те имат един син:
- Ерих I (* ок. 1383; † 28 май 1427), херцог на Брауншвайг-Грубенхаген-Залцдерхелден, женен на 1 или 14 юли 1405 г. за Елизабет фон Брауншвайг-Гьотинген († сл. 29 септември 1444), дъщеря на херцог Ото I фон Брауншвайг-Гьотинген.